# Silz (Meclemburgo-Pomerania Anteriore)
Silz è un comune del Meclemburgo-Pomerania Anteriore, in Germania, che si affaccia sulla riva settentrionale del Fleesensee con i suoi quartieri di Heidepark e Nossentin.
Appartiene al circondario della Seenplatte del Meclemburgo ed è parte della comunità amministrativa (Amt) di Malchow.